# بو حمام
بو حمام قرية مغربية بإقليم الجديدة الساحلي جنوبي الدار البيضاء، تضم بلدة بو حمام 30.540 نسمة (إحصاء 2004).

## وصلات خارجية
- (بالفرنسية) إحصائيات إقليم الجديدة على موقع World Gazetter